# Där du andas
"Där du andas" är en balladlåt skriven av Anders Glenmark och Niklas Strömstedt och inspelad av Marie Fredriksson 2008 som filmmusiken till filmen Arn – Riket vid vägens slut. På samma soundtrack finns låten även inspelad av Esbjörn Hazelius.
Den blev en stor hitlåt i Sverige och toppade den svenska singellistan 28 augusti 2008.
2009 spelades låten in av Sofia Karlsson på albumet Det allra bästa 1999–2009.

## Listplaceringar
| Lista (2008) | Topplacering |
| ------------ | ------------ |
| Sverige      | 1            |

### Fotnoter
1. ↑  Information i Svensk mediedatabas.
2. ↑  Information i Svensk mediedatabas.
3. ↑  Listplacering